# دانشگاه ارسیس
دانشگاه ارسیس (به اسپانیایی: Universidad ARCIS) یک دانشگاه در شیلی است که در سانتیاگو واقع شده‌است.